# Carl Correns

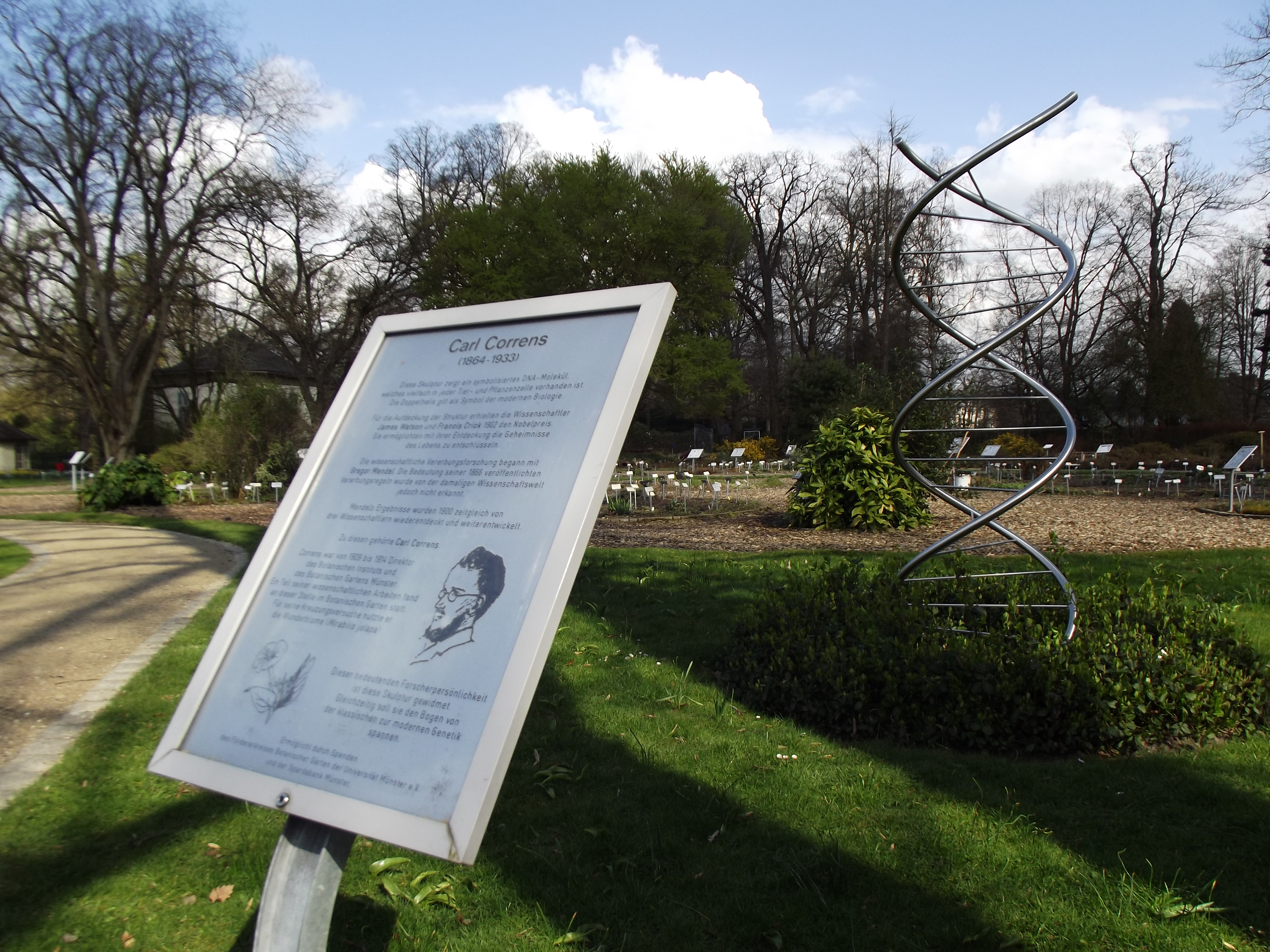
Mémorial à Münster

Carl Franz Joseph Erich Correns est un botaniste allemand né en 1864 à Munich et mort en 1933.

## Biographie
Il est le fils du peintre Erich Correns. Orphelin de mère tôt, Correns fut élevé par sa tante en Suisse. Il entre en 1885 à l'université de Munich pour étudier la botanique. Le botaniste Karl Wilhelm von Nägeli (1817-1891), qui avait lu les travaux de Gregor Mendel, n'enseignait plus mais s'intéressa à Correns car il connaissait ses parents. Il encouragea Correns et celui-ci épousa la petite fille de Nägeli.
En 1892 il commença ses travaux sur les plantes en même temps qu'il travaillait comme chef de travaux à l'Université de Tübingen. En 1900 il publie ses résultats en nommant les lois de l'hérédité lois de Mendel. Hugo de Vries publiait la même année ses résultats mais sans citer Mendel.
Modeste, Correns attribuait la redécouverte des lois de Mendel au travail de ses collaborateurs et il fut indigné que de Vries ne mentionne pas Mendel comme le découvreur des lois de l'hérédité.
En 1913 il fut nommé comme le premier directeur du Kaiser Wihelm Institut für Biologie à Berlin–Dahlem récemment créé.
La plupart de ses travaux furent détruits lors des bombardements de 1945.